# 超高層のあけぼの
『超高層のあけぼの』（ちょうそうこうのあけぼの）は、当時日本最高層のビルであった霞が関ビルディングの建設を描いた1969年の日本映画、企業PR映画。制作は霞が関ビルの施工者である鹿島建設傘下の「日本技術映画社」（現・Kプロビジョン）。東映が出演者、スタッフ、撮影所、配給などを全面協力。関川秀雄監督の最後の劇映画となる。
1969年度邦画興行ランキング2位、文部省特選、科学技術庁推薦、優秀映画鑑賞会推薦。
1966年公開の同名短編映画（「#短編映画」）も存在するが、本項では1969年度公開の長編映画について述べる。

## ストーリー
物語は関東大震災直後に始まる。東京帝国大学の学生・古川（モデルは後に鹿島建設副社長となった武藤清）は多くの建物が崩壊する中残された上野・寛永寺五重塔が倒壊を免れた事に感銘を受け、以降「耐震建築」を学ぶ。
それから約40年。古川は東京大学工学部教授となり、耐震建設における世界的権威となった。そんな彼に鹿島建設の会長が面会を求める。高度成長時にあって年々人口が増大する東京の都市問題を解決するには「超高層ビル」しかないという会長は古川に耐震性に優れたビルの設計を依頼、古川もこれを承諾し鹿島スタッフと共同で設計することとなる。
「H字鋼」など様々な新技術を取り入れ、霞が関ビルは1968年の完成に向けて徐々にその全貌を明らかにしていく。そこには、現場に携わった多くの人々の苦労が込められていた。

## スタッフ
- 製作：岩佐氏寿
- 企画：栗山富郎
- 原作：菊島隆三
- 脚本：工藤栄一、岩佐氏寿
- 監督：関川秀雄
- 撮影：仲沢半次郎
- 照明：桑名史郎
- 録音：井上賢三
- 美術：中村修一郎
- 編集：長沢嘉樹
- 音楽：伊福部昭
- 助監督：高桑信
- 製作主任：白浜汎城
- 協力：鹿島建設、三井不動産ほか

- 制作：日本技術映画社（現・カジマビジョン）
- 配給：東映

## キャスト
※映画本編クレジット順
- 江尻所長：池部良
- 佐伯構造設計課長：木村功
- 木下工事部長：丹波哲郎
- 古川教授の兄：平幹二朗
- 佐伯の妻直子：佐久間良子
- 江尻の妻佐知子：新珠三千代
- 島村オペレーター：田村正和
- 土橋道子：藤井まゆみ
- 鹿島守之助（鹿島建設会長）:佐野周二
- 古川教授：中村伸郎
- 芝（三井不動産常務）：根上淳
- 古川の妻芳子：丹阿弥谷津子
- 鹿島建設副会長（会長夫人）：三宅邦子
- 飯場の小母さん：北林谷栄
- 水野（三井不動産専務）：花柳喜章
- 磯部建設社長：菅井一郎
- 亀田（鹿島建設常務）：見明凡太郎
- 小川（山下設計事務所会長）：内田朝雄
- 学生時代の古川教授：山本豊三
- 小森（鳶職人）：小林昭二
- 松本所長代理：鈴木瑞穂
- 宮本第二工務課長：南廣
- 佐々木第一工務課長：寺島達夫
- 青柳（鹿島建設専務）：二本柳寛
- 東技研建築部長：伊豆肇
- 星野の妻ゆき：利根はる恵
- 下宿のおばさん：関京子
- 道子の父：瀬良明
- 鮫島（三井不動産常務）：永井秀明
- 大原工務課員：池田駿介
- 鹿島建設会長秘書：杉義一
- 菊地工務部長：河合絃司
- 三田第三工務課長：岡野耕作
- 霞が関現場守衛：相馬剛三
- 吉村次長（東技研）：片山滉
- 集金の洋服屋：佐藤晟也（*本編では、トラック運転手役）
- 新聞記者：植田灯孝
- 山本緑
- 飲屋のおかみさん：谷本小夜子
- 柿本（鳶職人）：北川恵一
- 筒井部員（東技研）：田川恒夫
- 第一工務課員：都健二
- 霞が関現場作業員：小林稔侍
- 村田常務（山下設計事務所）：小塚十紀雄
- ロール置揚係員：高須準之助
- 中西部員（東技研）：菅原壮男
- 平沼大型掛長：山田甲一
- 大型工場職員：篠恵輔
- 石井第一工務課員：木川哲也
- 霞が関現場作業員：伊達弘
- 霞が関現場作業員：清島晃一
- 鳶職人：滝見孝二
- 坂口東京支社長：秋山敏
- 町田工事部長（三井建設）：相原昇
- 月岡見積部員：山之内修
- 苗田構造設計課員：山浦栄
- 技研電子計算機の係員：仲塚康介
- 新聞記者：仲原新二
- 鳶職人：林田博
- 煙草屋の男：サトウ・サブロウ
- 桐島好夫
- 黒崎二三恵
- 進藤幸
- 亀山達也
- 木村修
- 佐川二郎
- 多々良：須賀良
- 星野の息子太吉：川辺富明
- 星野の息子春也：飯塚仁樹
- 病院の女の子：星野みどり
- 佐伯の息子博：長張卓実
- 岡林（東西石油社長）：柳永二郎
- 竹本大型工場長：渡辺文雄
- 江戸英雄（三井不動産会長）：松本幸四郎（＊本編では、川島三井不動産社長役）
- 星野（出稼ぎ人夫）：伴淳三郎

## 製作

### 企画
映画製作の発案は鹿島守之助鹿島建設会長。1968年の三船プロ・石原プロ製作による『黒部の太陽』に関西電力や間組とともに製作に協力した鹿島が、同作の大当たりを見て、「映画は斜陽といわれるが一度当たれば数百万人もの動員力を持つ映画、どうせやるならわが社一社で」と製作を決めた。日本技術映画社はこれまでも産業映画を作っていたが、今度は構想が大きいため、劇場建設で取引が多い東映の機構を借りて万全に期すことになった。1968年5月上旬、鹿島建設の九州支社長を通じて東映・大川博に協力の要請があり、製作が決定した。『黒部の太陽』の成功で各映画会社とも会員組織を持つ化粧品会社などに色目を使うなど、製作費が安くすむ"企業タイアップ映画"を狙っていた。

### 製作会見
1968年7月4日、霞が関ビル35階、東海大学校友会館レストランで、鹿島会長、大川東映社長、監修の内田吐夢、演出の工藤栄一監督らが出席し製作会見が行われた。当時の映画の製作会見は大作や人気スター出演作でも報道陣は50人集まれば最高の部類だったが、この製作会見は100人を越す報道陣が集まり珍事といわれた。報道陣にはおみやげとして時計が贈られるデラックス製作会見であった。製作費2億円、1億5000万円は鹿島建設が全額出資。制作は鹿島建設の傍系「日本技術映画社」であるが、東映が出演者、スタッフ、撮影所、配給などを全面協力した。関東大震災から霞が関ビル完成までを描く年代記風ドラマを構想した。鹿島会長は会見で「日本技術映画社はこれまでに約60本の記録映画を作っている。しかし見せる範囲が非常に限られていたので、今回東映と提携して劇映画の製作・配給を行うことにした」と話した。決まっているスタッフは、監修に内田吐夢、監督に工藤栄一、脚本に菊島隆三の三人で、出演者は白紙だが、これから映画、テレビ、演劇などの各界から適役を起用する等の説明があった。「日本技術映画社」の栗山富郎プロデューサーから「第二作も製作を予定している」と公表もあり、映画五社にとってとんだ強敵の参入と見られた。
この製作会見では1968年10月クランクイン、1969年1月完成、1969年3月公開予定と発表された。しかし同時期に『トラ・トラ・トラ!』の脚本にも参加していた菊島の脚本遅れが原因でどんどんスケジュールがズレ、1968年12月クランクイン、劇部分の撮影は1969年2月上旬開始、1969年4月上旬完成、1969年6月全国公開予定と修正され後も更に遅れ、1969年12月に「近く台本が完成し、年末にかけてロケハンを実施し、配役を一挙に解決すべく満を持す」と発表された。実際の完成は1969年4月下旬だった。本作製作時には大映へレンタルされていた松方弘樹は出演しなかったが、1968年6月に霞が関ビルをイメージした「東京摩天楼」を日本コロムビアからリリースした。当時の日本映画は、女性一人では恥ずかしくて映画館に入れないものばかりなどと言われていたため、ヘンなハダカ映画に比べれば、前向きで良心的な映画と評された。　

### タイトル
タイトルは1968年6月に『建築明治百年』としていたが、先の製作会見時に『霞ヶ関ビル劇映画』という題名で説明があり、題名を一般募集し、結果は1968年8月中旬に全国有力紙に発表すると発表された。1968年10月の週刊誌に『ああ36階』と書かれてあるが、この一般募集で一席を獲得した『超高層のあけぼの』に決定し新聞にも公表した。

### 監督
監督は最初は深作欣二か内田吐夢が挙がり、1968年10月時点では監督は内田を予定していたと書かれた文献もあるが、脚本にクレジットされている工藤栄一は、「最初から自分に監督オファーがあった」と話している。内田は長く監修名義だったが、どんな役割だったのかは不明。この他、降旗康男が監督デビューして間もない頃、栗山富郎から、本作の監督をしないかと持ちかけられたと話している。このようなオールスターの大作映画に新人を抜擢するのか意外であるが、降旗は「監修が上にいるのが気に入らない」「成功者の映画はやりたくない」などと断ったら、「負けた者の映画ならヤクザ映画だよ」とあるプロデューサーにアドバイスされ、これが降旗がヤクザ映画を多数手掛ける切っ掛けになったと話している。

### 脚本
「1968年12月に脚本担当者が降り」「菊島脚本の不備」と書かれた文献があり、工藤栄一は「最初は菊島隆三が脚本を書いていたが、企業映画でどうしても都合のいい話になり、自分で脚本を書くことになった」と話しており、菊島隆三が原作クレジットなのは、菊島の原作というのは最初から無く、工藤が菊島の原作を脚色したものでもなく、菊島の書いた脚本を工藤が気に入らず、自分で書き直したため、菊島を原作としてクレジットに残しているものと見られる。菊島と工藤の書いた部分が決定稿にどのような形で反映されているのかは分からない。もう一人、脚本としてクレジットされている岩佐氏寿は1967年に『超高層ビルのあけぼの』という本を共作で出している。工藤の話には岩佐は出て来ない。工藤は脚本執筆にあたり、鹿島の現場事務所などにも足を運んで現場作業員などにも取材し、6ヶ月くらいかかったと話している。この脚本の遅れが悪循環を招き、自身が後に降板する因となった。

### キャスティング
製作当時、日本俳優の外国映画出演が増え、さらに20世紀フォックス製作による日米合作『トラ・トラ・トラ!』の撮影遅延が本作と同じようなタイミングでズレ、同時期に撮影も重なったため、『トラ・トラ・トラ!』を選ぶ役者が多く、出演予定者が次々辞退し、キャスティングに難航した。本作も『トラ・トラ・トラ!』も出演予定者はトップスターばかりで皆スケジュールがビッシリ。製作の遅延で俳優と正式に出演契約が出来ていなかった。1969年5月14日の封切りを先に決め、1969年2月頃から前売りを始めていたため、撮影と並行して代役を人選する事態となった。
まず、東映専属俳優・高倉健が『遅すぎた英雄』(『燃える戦場』)の準備で出られなくなったのがケチのつき始め。高倉は1969年2月10日、同作のカメラテストのためフィリピンに行った。また、鹿島建設が、三船敏郎にギャラ2000万円出してもいいと要望したため、東映が代わりに三船に交渉したが断られた。三船の当時のギャラの相場は石原裕次郎と並び、日本の映画俳優最高額の700万円ともいわれたが、自分たちの三船プロ・石原プロ製作による大活躍もあって更に跳ね上がっていた。三船には当時アメリカから『レッド・サン』のオファーも来ていたが、三船の『レッド・サン』出演料には20万ドルといわれた。
本作は二部構成からなり、主演は二人で、第一部の主役がビルの設計実務の中心的人物・佐伯構造設計課長、第二部の主役が江尻鹿島建設建築現場所長。第一部の主役、佐伯構造設計課長役は1969年1月にあった最初の配役発表で、フリーの田村高廣が決まったと報じられた。しかし田村は、口頭で本作出演を約束していただけとし、『トラ・トラ・トラ!』に出演するという理由でクランクイン前日の1969年2月23日に突如降板。栗山プロデューサーが田村の出演不能を数日前から予想し、二谷英明を候補に挙げ秘かに交渉を続けていたが二谷もスケジュールの調整が付かず、代役は木村功が務めた。木村はクランクイン翌日の1969年2月25日に電話連絡を受け、青俳の舞台公演が夜だけだったことから出演をOKし、翌日から撮影に参加するという慌ただしさだった。木村は「脚本もまだ読んでいませんが、関川さんには義理がありますし、このところ映画出演の話は、たいていエロ、グロ、ヤクザものばかりですから。これは素材がしっかりしていますし、代役でも問題はありません」と話した。
第二部の主役・江尻所長も最初の配役発表で、東宝の三橋達也が決定と報道されたが、田村同様、『トラ・トラ・トラ!』に出演するため降板した。その後、江尻役は丹波哲郎が務め、出演日数25日などと報道された。この丹波も所属する太平洋テレビの清水昭社長が、他にメトロ・ゴールドウィン・メイヤーと『五人の軍隊』主演の交渉を行い、こちらの話がまとまり、1969年3月7日にローマに向けて出発し、イタリア、スペインロケなどで拘束期間は11週間となるため、本作を出演辞退し、代役を丹波サイドで立てるという条件で了承されたと報道されたが、丹波は別の役で出演している。
鹿島建設会長役に出演交渉を受けていた山村聡は当時フリーで、東映制作の連続時代劇ドラマ『あゝ忠臣蔵』の主役・大石内蔵助役との掛け持ちで、1969年2月25日の本作クランクイン当日まで『超高層のあけぼの』の出演を予定していた。ところがクランクイン当日に『トラ・トラ・トラ!』で日本側の主役である山本五十六長官役が決定していた芦田伸介が突如、『トラ・トラ・トラ!』を降板。民藝の実力者・宇野重吉と滝沢修が「黒澤さんが二年以上も構想を練ってこられた作品。黒澤さんのものでなくなった作品に出演するのは芸術家として信義にもとる」と芦田に圧力をかけたための断念だった。このため山村が急遽、山本五十六役のオファーを受けた。山村は『あゝ忠臣蔵』撮影のため、東映京都を往復する新幹線で『トラ・トラ・トラ!』の台本を読み、「日本側に忠実に書いてあり役柄に不満はない。どうしても出演したい」と『トラ・トラ・トラ!』出演に意欲を燃やし、東映と相談、本作撮影中の1969年3月5日に『超高層のあけぼの』の出演を正式に断った。山村の代役には佐野周二が決まった。
本作から『トラ・トラ・トラ!』に移ったのは、山村聡、三橋達也、田村高廣の三人だが、複数の文献に、佐藤允も出演交渉中で、『トラ・トラ・トラ!』出演で降りたと書かれたものがあるが、佐藤は『トラ・トラ・トラ!』に出演していない。
田村正和の恋人役・土橋道子役は、1969年年明けに九重佑三子と発表されたが、東映専属の橘ますみに変更された。しかし橘がクランクイン前にムチ打ち症で一ヶ月の静養が必要となり、第12期東映ニューフェイスの新人・藤井まゆみに交代した。藤井はエログロ映画のオファーを次々断り、ようやく本作でデビューした。　
生島治郎は、「企業PR映画に本名で登場する鹿島守之助と江戸英雄はハレンチすぎる」と批判している。

### 監督交代
当初の監督・工藤栄一は、映画製作中に同じ鹿島が建設途中だった超高層ビルで、浜松町の世界貿易センタービルを使う予定だった。霞が関ビルは「H字鋼」という特殊な鋼材で組み立てられていて、着工当初からの同ビルの建設を再現するには、同じ鋼材を使う世界貿易センタービルでしか撮影ができなかった。しかし同ビルの建設が予想以上に早く、同ビルは緻密な工事日程に基いて建設が進み、撮影に大幅な便宜を図ることは出来ず、着工当初からの建設を再現するのは不可能になった。それなら霞が関ビルからそう遠くない場所に一部だけでもビルのセットを建てようと考え、隼町の現在、最高裁判所がある場所は当時は何もなかったので、そこに三階建てを立てて、下の地面を映さなければ、霞が関ビルからも極端に遠くはないし、東京の街が当時は下に見える感じになるので(と書かれている)そこへセットの建設を予定した。当時の文献には三宅坂の国立劇場ワキの空地と書かれている。仮設でも当時の金で3000万円かかるが、建設する方向で進んでいたが諸々トラブルがあって頓挫した。工藤は乃木坂にあった東京大学の研究所などにも足を運んで建築のレクチャーも受ける等、本作の製作に一年を費やしていた。岩佐氏寿は以前から親交のある関川秀雄をその間もずっと口説いていて、工藤にもう少し金を抑えて出来ないか、世界貿易センタービルの現状をロケして上手く作れないのかという話になり、スケジュールの遅れでキャスティングにも支障をきたしていたことから、鹿島サイドは工藤に降りてもらいたいという結論に達した。既に前売りの発売を始めており、このままでは製作中止に追い込まれると判断した。工藤は一年近く準備に費やし、工事の恥部はいっぱいあり、そういう問題を映画で描けないなら、映画として値打ちはない、映画人として綺麗ごとだけの映画を作っていいものかと悩んだ。話し合いが何度か持たれ、工藤は降板を了承した。工藤の監督辞任は1969年2月3日に発表され、「第二の『トラ・トラ・トラ!』」と騒がれた。脚本が遅れた挙句、演出をやめた工藤を「あまりにも無責任ではないか」と批判の声が上がった。この降板発表の際、岩佐は「工藤監督の辞任は、彼の演出上の条件と製作者の考え方が合わなかったことです。予算の関係や、役者に危険なことをさせる撮影法など問題になる点が多いと判断した」などと述べた。また関川秀雄監督に後任を交渉中で、1969年2月末のクランクインに間に合わせたいと発表があったが、工藤監督辞任発表の翌日、1969年2月4日に関川は、東映東京撮影所に現れスタッフと打ち合わせと工藤と演出上の引き継ぎの話し合いを行った。同日、監修担当の内田吐夢が東映本社の岡田茂東映企画本部長を訪ね、監修辞退を申し入れた。工藤は完成した映画は見ていないと話している。
後任監督を引き受けた関川は、「普通なら到底引き受けられる条件じゃなかった。ボクに交渉があった時点で引き受けなかったら、映画は出来なかったと思う。世界貿易センタービルの建設がシナリオより急ピッチに進んで、シナリオ改訂が必要になったし、そこへ持って来て、次から次へと配役が変更になるし、こちらの当初立てたスケジュールは次から次へと崩れて行きました。第三者的立場でいえば、何を楽しみにこんな悪条件の仕事を引き受けたのかという感じで、ぼくと岩佐氏との友情もあったし、鹿島建設が1億5000万円もの金を出して良心的映画を製作する決意をしているのに対して、日本の映画界が応えられなかったとしたら、映画人として恥ずかしいと思うよ。だから微力ながら日本映画界が物笑いにならないよう信用を守り抜こうと思って仕事を引き受けたんだ」と述べた。　

### 撮影
1969年2月25日、東映東京撮影所の第14ステージでクランクイン。妻子の待つ山形に帰省した建設現場の労務者・伴淳三郎が我が家で正月を過ごす場面が撮影された。撮影はほぼ東映東京撮影所で行われた。
世界貿易センタービルでの撮影は工事中で危険なのでやらずにスタジオでの撮影が予定されていたが、撮影前日になり迫力を出すため、急に同ビルでのロケが決まり1969年3月25日、江戸英雄をモデルにした役の松本幸四郎が同ビルの11階、地上68メートルでロケを行った。地響きをたてるブルドーザー、耳をつんざくドリル音、周囲にかこみがないのもおっかなビックリで、僅か一場面の撮影に二時間半を要した。幸四郎は「東京の町の見物どころじゃなかった。まったく生きた心地がしなかったよ」と感想を述べた。
この他、1969年3月末に木村功、佐久間良子参加で長野県白馬八方尾根スキー場ロケ。二人の共演は松本清張原作の『白い崖』以来9年ぶり。この時も夫婦役だったが、当時はまだ佐久間はデビュー二年目で「右も左も分からない私に随分色々教わりました。木村さんはいつまでもお若いですね」と話すと、その間に東映のみならず、日本映画界のトップ女優の一人になった佐久間に「佐久間くんはすっかり成長しちゃって」と木村を驚かせた。エロとヤクザの東映ではほとんど出る幕がない佐久間は、スタープロの映画作りが脚光を浴びていた当時は他社から引っ張りだこで、ホームグラウンドの東映での撮影は三か月ぶり。「東映でお仕事ができないことは私にとってやっぱり悲しい」と話した。特に佐久間の心を沈ませていたのは『あかさたな』改題事件で（後述）、「人に題名を聞かれても答えることができません。商売が大事なのも分かりますが、あまりにも酷い」と不満を述べた。佐久間の東映での製作予定はこの後もまったくなかった。
1969年4月10日過ぎ、クランクアップ。

## 宣伝
本作に懸けた鹿島建設の熱の入れ方は前代未聞で、過去最高額といわれた宣伝費1億円を投入。宣伝費だけで映画が1本作れる勘定。邦画五社の社長でも撮影所を訪ねることは一年に一回あるかないかであったが、鹿島会長は撮影中の東映東京撮影所を三ヶ月間に三回も視察。政財界招待試写会を丸の内東映、経団連ホール、国会議員会館と三回も実施し、議員会館では自民党議員を招待。1969年5月6日に丸の内東映で開催された社長招待試写会では、招待状を出していた佐藤栄作首相は欠席したものの、木内四郎科学技術庁長官をはじめ、各界知名士が多数来場した。同劇場の前で鹿島会長が来賓一人一人に挨拶。前売り券150万枚は鹿島建設が購入。工事現場の労務者は有給休暇扱いで映画を観るように命令された。その他、ポスターから飛行機を使ったビラなど、ありとあらゆる手段でキャンペーンを張り、「映画会社の社長もあれだけの情熱を持って映画作りに当たれば、もっといいものが出来るし、ヒットするはずと映画関係者を唸らせた」と書かれたものもあるが、これらポスター5000枚や大型立て看板、アドバルーン30個、テレビ用スポット広告は、"義理と人情"が売り物の映画会社だけに、前売で150万枚を捌いた鹿島建設さんに顔が立たないと東映宣伝部が実費1億円で行ったものであった。ただ銀座一帯に飾った250枚の立て看板は美観をそこなうと築地警察から一つ残らず撤去された。
鹿島建設の支店は当時全国8店、出張所・作業所は1000ヵ所。家族出入り業者にキップを売れば十分にさばけたとされる。鹿島会長は1965年の参議院選挙で100万票、女婿の鹿島建設専務・平泉渉も47万票を獲得しており、動員力は立証済み。山奥の場合はトラックで労務者を町の劇場まで運ばせた。下請け業者に数百枚単位でキップが押しつけられ、鹿島の仕事にまた使ってもらうためキップを売らなければならないが、たくさん当てもなく、本社に納金しなければならないから結局自腹。鹿島建設がキップを何枚購入したか文献によってバラつきがあるが、1969年9月の内外タイムスは、鹿島建設150万枚、東映20万枚を加えて計170万枚、1969年暮れの週刊朝日』では本社と系列会社で120万枚、東映に純利益で2億8000万円が転がり込んだという。前売りは1974年でも25万枚くらいが限度といわれたため、1969年のこの数字がいかに異様か分かる。『週刊朝日』は「これは提携ではなく、スポンサー丸抱えと変わらない」と記述している。
当時の東映は、岡田茂映画本部長が指揮する"任侠路線"と"性愛路線"が成功し、東映ファンからも支持を受けていた。この年は正月明けから映画のタイトルも『残酷・異常・虐待物語 元禄女系図』『にっぽん'69 セックス猟奇地帯』『謝国権「愛(ラブ)」より ㊙性と生活』『異常性愛記録 ハレンチ』『妾二十一人 ど助平一代』『㊙女子大生 妊娠中絶』と、メジャー映画会社とは思えない振り切ったエログロ満載の文字づらを並べて売りまくっていた。これらの立て看板が当時は街に溢れていた。本作『超高層のあけぼの』の前に掛かっていた映画は、石井輝男監督の排斥運動が起きて社会的反響を呼んだ『徳川いれずみ師 責め地獄』であった。この流れで「『超高層のあけぼの』みたいな教育映画ばりの高尚な題名の映画が掛かると東映ファンも戸惑うし、会社のイメージダウン(？)になる」と東映宣伝部では「改題を要求したい」と頭を抱えた。

## 興行
前売を150万枚売り切ったことで、当時の新記録といわれた全国169館で拡大公開された。1969年度邦画興収1位(金額不明) 。2000年代以降は興収ベスト20は東宝の独壇場であるが、この1969年度は東映が興収ベスト20の半分を占めた。当時の映画館の一般入場券は500円（前売り380円）で、前売150万枚なら5億7000万円。映画興行の常識では、観客数は前売券発売数の三倍といわれたため、興行収入15億円と予想された。興行者の取り分は約半分とされ、製作費を差し引いても東映の取り分は6億円ともいわれたが、実際の動員数は不明。社員が主要駅でビラを配布するなどPRにも努めたといわれるが、フリーの客は1%と切符売り場には誰も並んでなかったといわれ、劇場は鹿島建設の関係者や家族に占拠され、家族慰安映画会と化した。鹿島会長も封切初日に都内四館の入場風景を視察し、どの館も長蛇の列に御満悦。自身も丸の内東映で鑑賞した。フリーの客はほとんどいないにもかかわらず興行が成り立った。当時の東映の稼ぎ頭は鶴田浩二と高倉健だったが、配収が2億円に達する作品は滅多になかった。
丸の内東映では1969年6月26日までの44日間の長期興行を行った。長期興行中の1969年6月17日、東映本社で岡田映画本部長が「『超高層のあけぼの』は五月末現在で約80万人の組織動員に成功した。最終的には100万人は越えるだろう。この数字を見ても判るように今回の提携配給は成功で、今後もこのような話には、積極的な姿勢を持ってあたりたい」と話した。

## テレビ放映
当時の邦画映画五社の間で「テレビで放送を許すのは五年以上(実際には三年で運用)の作品に限る」という申し合わせがあった。本作の東映での配給権が1969年12月で切れ、以降は鹿島映画に移ることから、岡田映画本部長がTBSに900万円で放映権を売り飛ばし、1970年1月2日にTBSでテレビ放映された。当時の普通の劇場用映画の放映権料はその半額だった。製作一年以内の劇場用映画がテレビ放映されたのは初めてで、岡田は「『超高層のあけぼの』は文化映画的な色彩も強いという作品の性格から特殊なケース」と話したが、以降の封切映画のテレビ放映に影響を与えたといわれる。

## リバイバル上映
その後の劇場上映の状況は不明だが、快楽亭ブラックが「東映ファンのあっしが公開当時スルーしてしまった珍しい映画」と話し「予告編を観る限りマジメだけで面白味に欠け、その後日本に超高層ビルがいくつも出来て、今では霞が関ビルのことなんか忘れてしまったので、もう上映されることはないだろうから、このまま未見で終わるのだろうと諦めかけていた」と話していることから、長く劇場公開はされていなかったものと見られるが、2007年8月～9月に東京・シネマヴェーラ渋谷であった特集上映「東映女優祭り 三角マークの女神たち」で上映された。

## ソフト状況
2009年3月にDVDで初ソフト化されている。

## エピソード
- ジャパンタイムズのMark Schillingによると、鹿島は170万枚の前売券を鹿島の従業員に昼食を販売したラーメン業者とサブコンに押しつけたという[72]。

- 鹿島守之助会長は、映画が気になって仕方がなく、「東映とは、どんな映画をやっとる会社だね」と東映の映画館に出かけた[6]。ちょうど掛かっていたのが『妾二十一人 ど助平一代』[6][73]。同作は浅草のすき焼き店「いろは」の店主・木村荘平をモデルにした小幡欣治原作による『あかさたな』という原題の艶笑喜劇の映画化であったが[74][75][76][59][77]、当時の東映企画本部長・岡田茂（のち、同社社長）が「『あかさたな』では客は来ない」と題名を変更したもので[76][78][79]、岡田命名によるタイトルの中でも最も酷いものの一つとされ[76][59][79]、改題を伝えると主演の佐久間良子は号泣[75][76][79]。佐久間は宣伝のため当時出演した『スター千一夜』でもこの題名を口にできなかったといわれ[80]、佐久間に東映退社を決意させる切っ掛けとなったいわくつきの映画で[75][76]、鹿島会長もタイトルに絶句[6]。その上、観客もまばらで、危機感を持った鹿島会長が前売券150万枚を自社で引き受けることに決めた[6]。

- 『月刊平凡』1969年6月号の本作撮影の様子を取り上げた記事に「東宝の新珠三千代といえば、デビューが東映の作品。10年ぶりの古巣へ帰っての映画。共演の佐久間良子さんと昔をなつかしみながら、『故郷へ帰って来たみたい』とハリキッていました」という記事が載る[81]。新珠の映画デビュー作は『平安群盗伝 袴だれ保輔』（1951年、東宝）とされている。

- 東映系列の東映不動産は当時、霞が関ビルに本社があり[82]、大規模団地の造成も行っていた（千葉県柏市の東映高柳団地など）[82]。活動屋重役たちから総スカンを受けていた大川博の息子・大川毅は[83][84]、東映不動産に籍を置き[85]、この霞が関ビルのオフィスに在住していたため[84]、岡田映画本部長ら東映本社に拠点を構える活動屋重役たちは、思い切って映画製作に腕が振えた[84]。

- 東映は業界で最も早くコンピュータを導入し[86][87]、研究を重ね、本作でも製作前に鹿島建設関係でどの程度前売りが捌けるのかコンピュータではじき出したいという構想を持っていた[86]。当時のコンピュータは高額で実用化までには長い年月を要したが、後に東映アニメーションのデジタル化で他社に先駆けた[88]。

## 同時上映
『ニホンザル -その群れと生活-』
- 脚本・監督：酒井修
- 東映製作の教育映画[89]。

## 短編映画
同名タイトルの短編記録映画『超高層のあけぼの』（ 「霞ヶ関超高層ビル・第一部」1966年公開、制作：日本技術映画社）が存在する。
1965年に製作され、長編作品の前年1968年2月に日比谷スカラ座で単館ロードショーもされた。